# Ryūjō (porta-aviões)
O Ryūjō (龍驤) foi um porta-aviões rápido operado pela Marinha Imperial Japonesa. Sua construção começou no final de novembro de 1929 nos estaleiros da Mitsubishi em Yokohama e foi lançado ao mar no início de abril de 1931, sendo comissionado na frota japonesa no começo de maio de 1933. Podia transportar até 48 aeronaves, era armado com uma bateria antiaérea composta por vários canhões de 127 e 25 milímetros e metralhadoras de treze milímetros, tinha um deslocamento normal de mais de doze mil toneladas e alcançava uma velocidade máxima de 29 nós.
O Ryūjō foi construído como um porta-aviões pequeno em uma tentativa de explorar um buraco deixado no Tratado Naval de Washington de 1922, porém mostrou-se muito pesado no topo e instável, assim voltou rapidamente para o estaleiro e passou por modificações que melhoraram esses problemas. Durante os anos de paz o navio passou a maior parte do seu tempo treinando com o resto da frota e realizando testes com diferentes aeronaves e táticas aéreas. O porta-aviões foi empregado em operações durante a Segunda Guerra Sino-Japonesa, apoiando o Exército Imperial Japonês.
Durante a Segunda Guerra Mundial, a embarcação proporcionou cobertura aérea nos primeiros meses da Guerra do Pacífico para operações nas Campanhas das Filipinas, Malásia e Índias Orientais Holandesas, com suas aeronaves participando da Segunda Batalha do Mar de Java em março de 1942. Ele atacou navios mercantes britânicos em abril durante uma breve surtida no Oceano Índico, em seguida participando da Campanha das Ilhas Aleutas em junho. O Ryūjō foi afundado por ataques aéreos estadunidenses na Batalha das Salomão Orientais em 24 de agosto.

## Desenvolvimento
O Ryūjō foi planejado como um porta-aviões rápido com deslocamento padrão de aproximadamente oito mil toneladas. O objetivo era aproveitar um buraco no Tratado Naval de Washington de 1922 de que porta-aviões com menos de dez mil toneladas de deslocamento padrão não eram considerados "porta-aviões". Para manter o navio nesse tamanho, o casco foi construído de forma leve e sem blindagem, com alguma proteção apenas nas salas de máquinas e depósitos de munição. Foi originalmente projetado com apenas um hangar, o que lhe deixaria com uma borda livre bem baixa entre três e 4,6 metros. Entretanto, a Marinha Imperial Japonesa decidiu entre o início de suas obras em 1929 e seu lançamento ao mar em 1931 dobrar a capacidade de aeronaves, o que necessitou a adição de um segundo hangar em cima do primeiro, deixando a borda livre em 14,9 metros. Isto, em conjunto com sua boca estreita, o deixaram muito pesado acima da linha de flutuação e minimamente instável em mares bravios, mesmo com a instalação de estabilizadores.
O barco torpedeiro Tomozuru estava navegando em mares bravios em 12 de março de 1934 e emborcou porque era muito pesado acima da linha de flutuação. Isto levou a Marinha Imperial a investigar a estabilidade de seus navios e acarretou mudanças de projeto com o objetivo de melhorar suas estabilidades e fortalecer seus cascos. Já era conhecido que o Ryūjō era apenas marginalmente estável, assim ele foi para o Arsenal Naval de Kure onde sua quilha foi fortalecida, lastro adicionado e rasas protuberâncias antitorpedo instaladas, tudo para melhorar sua estabilidade. Suas chaminés também foram elevadas no casco e curvadas para baixo para que a fumaça não interferisse nas operações de voo. Pouco depois, o Ryūjō foi um dos vários navios japoneses pego em um tufão em 25 de setembro de 1935 enquanto realizavam manobras. Sua ponte, convés de voo e superestrutura foram danificados, enquanto seus hangares inundados. O castelo de proa foi elevado em um convés e a proa remodelada com uma curvatura para melhorar a navegabilidade.

## Projeto

### Características

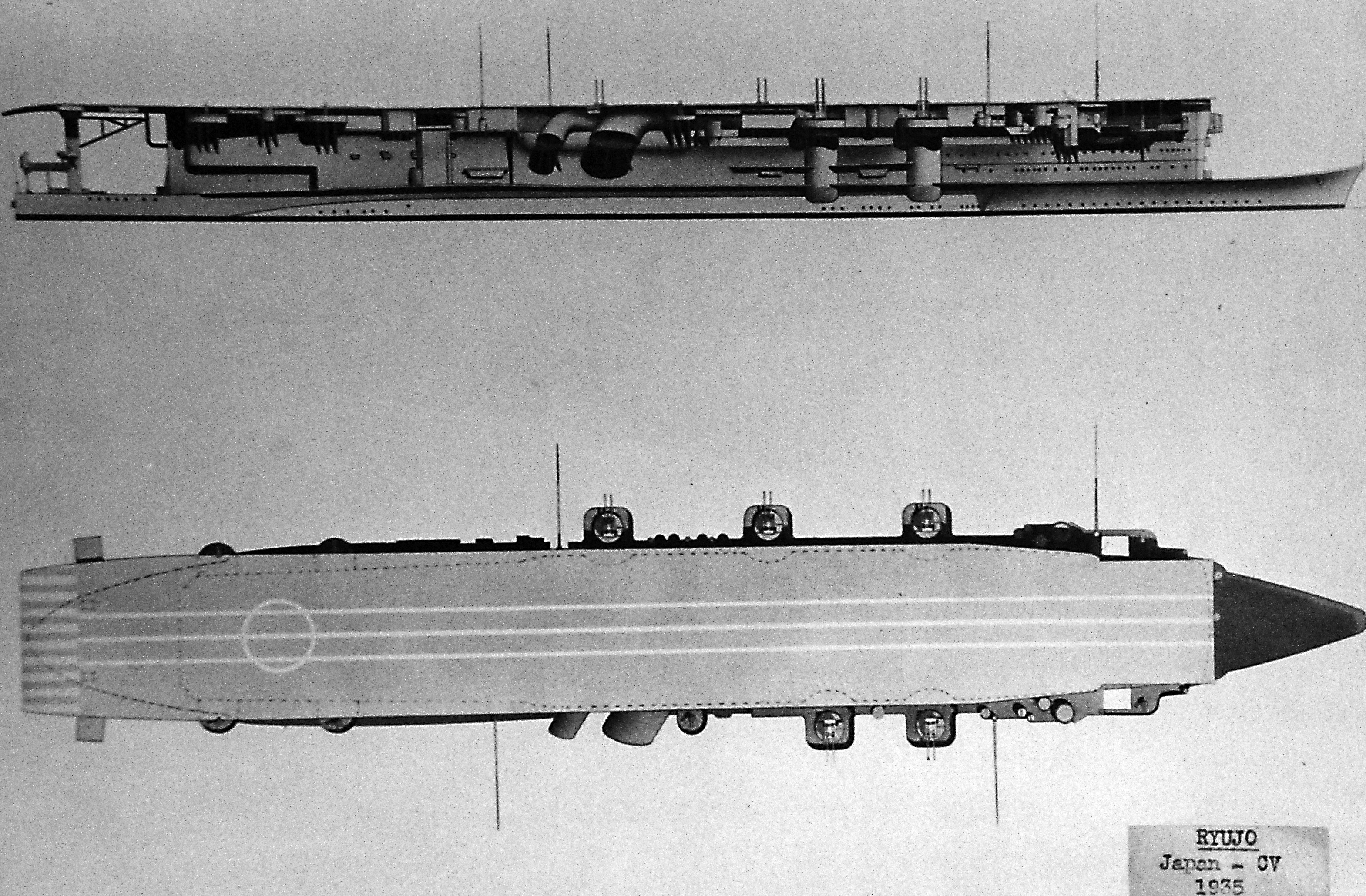
Desenho do Ryūjō

O Ryūjō, como originalmente finalizado, tinha 179,9 metros de comprimento de fora a fora, uma boca de 20,32 metros e um calado de 5,56 metros. Seu deslocamento padrão era de oito mil toneladas, enquanto o deslocamento normal ficava em 10 150 toneladas. Sua tripulação consistia em seiscentos oficiais e marinheiros. Após as modificações realizadas em resposta ao tufão de 1935, a boca do navio passou a ser de 20,78 metros e o calado de 7,08 metros. O deslocamento padrão cresceu para 10,6 mil toneladas, já o deslocamento normal aumentou para 12 732 toneladas. A tripulação passou a ser de 924 oficiais e marinheiros.
A propulsão era de seis caldeiras de tubos d'água Kampon que alimentavam dois conjuntos de turbinas a vapor, cada um girando uma hélice. A potência indicada era de 65,3 mil cavalos-vapor (48 mil quilowatts) para uma velocidade de 29 nós (54 quilômetros por hora), mas durante seus testes marítimos alcançou 29,5 nós (54,6 quilômetros por hora) a partir de 66 191 cavalos-vapor (48 670 quilowatts). Podia carregar 2 530 toneladas de óleo combustível, o que dava uma autonomia de dez mil milhas náuticas (dezenove mil quilômetros) a catorze nós (26 quilômetros por hora). A fumaça das caldeiras era canalizada para estibordo do casco à meia-nau até duas chaminés abaixo do convés de voo.

### Convés e hangares
O Ryūjō tinha um convés de voo contínuo e carecia de uma superestrutura de ilha  ao lado do convés; a ponte de navegação e controle ficava logo abaixo da extremidade de vante do convés de voo em uma "estufa" envidraçada. A superestrutura em si começava a 23,5 metros da ponta da proa, o que dava ao navio uma proa aberta bem distinta. O convés de voo tinha 156,5 metros de comprimento e 23 metros de largura, estendendo-se à ré além da superestrutura com o apoio de pilares. Seis cabos de retenção transversais foram instalados e modernizados em 1936 para serem capazes de parar aeronaves de até seis toneladas. Os dois hangares tinham 102,4 metros de comprimento por 18,9 metros de largura, tendo ao todo uma área de 3 871 metros quadrados. O Ryūjō podia levar até 48 aeronaves nos hangares, mas apenas 37 poderiam ser operadas ao mesmo tempo. A ponte de comando e a extremidade do convés de voo foram arredondados depois do tufão de 1935, o que reduziu o comprimento de convés de voo em dois metros.
As aeronaves eram transportadas entre os hangares e o convés por meio de dois elevadores: o primeiro media 15,7 por 11,1 metros e o segundo 10,8 por oito metros. Este segundo elevador mostrou-se um problema à medida que a Marinha Imperial começou a colocar em serviço aviões cada vez maiores. De todas as aeronaves em serviço de frente em 1941, apenas o torpedeiro Nakajima B5N cabia nele, mas só quando era posicionado angulado e com suas asas dobradas. Isto na prática deixava o Ryūjō com apenas um único elevador e prejudicava a transferência de aviões para dentro e fora dos hangares para rearmamento e reabastecimento durante operações de combate.

### Armamento

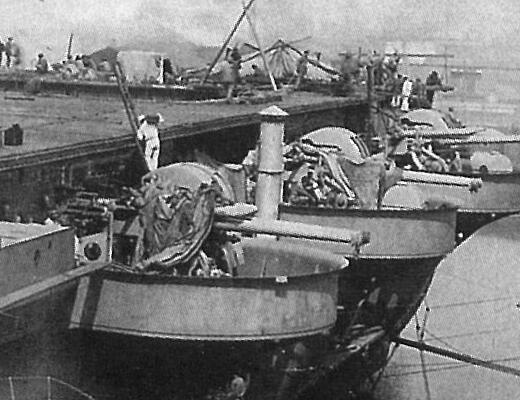
Três montagens duplas de canhões de 127 milímetros do Ryūjō

A bateria antiaérea do Ryūjō inicialmente era composta por doze canhões Tipo 89 calibre 40 de 127 milímetros arranjados em seis montagens duplas em plataformas projetadas da lateral do casco, três em cada lateral. Estas armas tinham um alcance máximo de 14,7 quilômetros e uma altura máxima de disparo de 9,44 quilômetros a uma elevação de noventa graus. Sua cadência de tiro máxima era de catorze disparos por minuto, porém sua cadência de tiro sustentada era de aproximadamente oito disparos por minuto. Também foram instaladas 24 metralhadoras Tipo 93 de 13,2 milímetros em montagens duplas e quádruplas. Seu alcance efetivo era de setecentos a 1,5 mil metros e a cadência de tiro podia ser ajustada entre 425 a 475 disparos por minuto, porém a necessidade de trocar os cartuchos de munição de apenas trinta projéteis cada reduzia a cadência de tiro efetiva para por volta de 250 disparos por minuto.
Duas montagens Tipo 89 foram substituídas durante suas reformas pós-tufão por quatro canhões Tipo 96 de 25 milímetros, uma produção licenciada da Hotchkiss, instalados em montagens duplas. Isto reduziu o peso acima da linha de flutuação em aproximadamente sessenta toneladas. Esta era a arma antiaérea leve padrão japonesa durante a Segunda Guerra Mundial, porém ela sofria de sérios problemas de projeto que a deixavam praticamente ineficiente. Segundo o historiador Mark Stille, a arma tinha muitas falhas incluindo a incapacidade de "lidar com alvos em alta velocidade porque não podiam virar e elevar rápido o bastante manualmente ou por energia, suas miras eram inadequadas para alvos de alta velocidade, possuía uma vibração e choque de disparo excessivos". Os canhões tinham um alcance efetivo de 1,5 a três quilômetros e um teto efetivo de 5,5 quilômetros a uma elevação de 85 graus. Sua cadência de tiro efetiva máxima era de 110 a 120 disparos por minuto por causa da frequente necessidade de trocar os cartuchos de munição, que tinham apenas quinze projéteis cada. Todas as metralhadoras foram removidas entre abril e maio de 1942 em favor de dezoito canhões Tipo 96 em montagens triplas.

## Carreira

### Tempos de paz

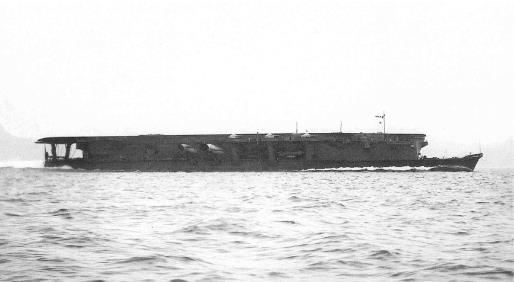
O Ryūjō durante seus testes marítimos em 12 de abril de 1933

O Ryūjō, seguindo as convenções de nomenclatura da Marinha Imperial, recebeu um nome que significava "Dragão Saltitante". Seu batimento de quilha ocorreu 26 de novembro de 1929 nos estaleiros da Mitsubishi em Yokohama. Foi lançado ao mar em 2 de abril de 1931 e em seguida rebocado para o Arsenal Naval de Yokosuka no dia 25 para passar por equipagem, sendo comissionado em 9 de maio de 1933 sob o comando do capitão Toshio Matsunaga. Seu grupo aéreo inicial em meados de 1933 era de nove torpedeiros Mitsubishi B1M2 mais três sobressalentes e três caças Nakajima A1N mais dois sobressalentes. Matsunaga foi substituído em 20 de outubro pelo capitão Torao Kuwabara. Passou por reconstrução após o incidente do Tomozuru entre 26 de maio e 20 de agosto de 1934.
O capitão Ichiro Ono assumiu o comando da embarcação em 15 de novembro de 1934 e o Ryūjō se tornou a capitânia do contra-almirante Hideho Wada, comandante da Primeira Divisão de Porta-Aviões da Frota Combinada. O navio foi escolhido no mês seguinte para avaliar táticas de bombardeiros de mergulho usando seis aeronaves de reconhecimento Nakajima E4N2-C, seis torpedeiros Kugisho B3Y1 e doze caças Nakajima A2N1. Os aviões de reconhecimento mostraram-se inadequados para as tarefas depois de vários meses de testes. O Ryūjō participou em 1935 das Manobras da Frota Combinada, sendo colocado na Quarta Frota. Esta foi pega por um tufão em 25 de setembro e o navio foi moderadamente danificado. Chegou em Kure em 11 de outubro para passar por reparos e modificações que duraram até 31 de maio de 1936. Ono foi substituído pelo capitão Shun'ichi Kira em 31 de outubro.

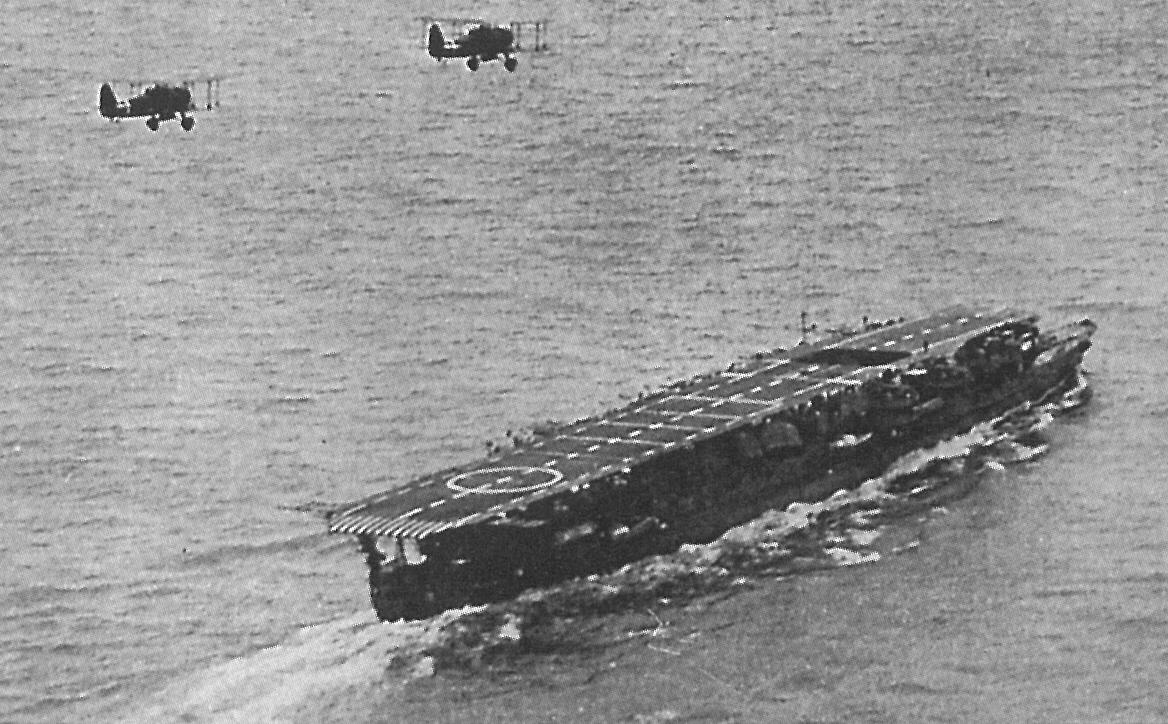
Dois bombardeiros Aichi D1A sobrevoando o Ryūjō c. 1936–1939

O porta-aviões foi usado em meados de 1936 para avaliar doze bombardeiros de mergulho Aichi D1A e suas táticas. Também embarcou nessa época 24 caças Nakajima A4N1 mais quatro e oito sobressalentes de cada, respectivamente. O Ryūjō retomou em setembro sua função de capitânia da Primeira Divisão, agora sob o comando do contra-almirante Saburō Satō. Sua grupo aéreo passou a consistir de uma mistura de B3Y1s, D1As e A2Ns, mas seus torpedeiros foram transferidos depois de manobras em outubro terem demonstrado a eficácia das táticas de bombardeios de mergulho. O capitão Katsuo Abe assumiu o comando em 16 de novembro.
A Primeira Divisão chegou em Xangai na China em 13 de agosto de 1937 para dar apoio ao Exército Imperial Japonês. O Ryūjō estava com doze A4Ns mais quatro sobressalentes e quinze D1As. Estes atacaram alvos próximos de Xangai. Os caças japoneses tiveram seu primeiro combate aéreo em 22 de agosto, quando A4Ns surpreenderam dezoito caças nacionalistas Curtiss F11C Hawk III e reivindicaram terem abatido seis sem sofrerem perdas. Os quatro caças reivindicaram terem abatido nove caças chineses novamente sem perdas no dia seguinte. A divisão voltou para Sasebo no início de setembro a fim de reabastecer e então retornou para o litoral chinês, atacando forças perto de Cantão. Nove caças do Ryūjō escoltaram um ataque contra a cidade e reivindicaram terem abatido seis caças inimigos. Escoltaram outro ataque mais tarde no mesmo dia, reivindicando terem abatido cinco aviões e perdido um. Os bombardeiros de mergulho ficaram atacando alvos próximos de Cantão até o navio ir para Xangai em 3 de outubro. Seu grupo aéreo foi para terra três dias depois a fim de dar apoio para forças japonesas próximas de Xangai e Nanquim. O Ryūjō voltou para o Japão em novembro e brevemente usado como navio-escola antes de se tornar a capitânia do contra-almirante Tomoshige Samejima, o comandante da Segunda Divisão de Porta-Aviões.
Recebeu nove caças Mitsubishi A5M em fevereiro de 1938. A divisão deu apoio para operações no sul da China entre março e abril e depois em outubro. O capitão Kiichi Hasegawa assumiu o comando em 15 de novembro de 1939. O Ryūjō passou por manutenção de dezembro de 1939 a janeiro de 1940, depois serviu como navio-escola até novembro, quando se tornou a capitânia do contra-almirante Kakuji Kakuta, comandante da Terceira Divisão de Porta-Aviões. O capitão Ushie Sugimoto assumiu em 21 de junho. O grupo aéreo na época era de dezoito B5N e dezesseis A5M4. A 1ª Frota Aérea foi criada em 10 de abril de 1941 e o Ryūjō se tornou a capitânia da Quarta Divisão de Porta-Aviões.

### Segunda Guerra Mundial
O Japão entrou na Segunda Guerra Mundial no início de dezembro de 1941 e o Ryūjō foi encarregado de dar apoio para a invasão das Filipinas, inicialmente atacando uma base naval estadunidense em Davao, na ilha de Mindanao, na manhã de 8 de dezembro. Seu grupo aéreo não tinha mudado, mas quatro aeronaves de cada tipo foram levadas como sobressalentes. Seu ataque inicial consistia em treze B5Ns escoltados por nove A5Ms, enquanto um ataque menor com dois B5Ns e três A5Ms ocorrendo mais tarde no mesmo dia. Eles pouco fizeram , destruindo apenas dois hidroaviões Consolidated PBY Catalina no solo ao custo de um B5N e um A5M. O navio deu cobertura em 20 de dezembro para desembarques em Davao e seus B5Ns atacaram um petroleiro ao sul. Suas aeronaves apoiaram operações na Península da Malásia em janeiro de 1942.

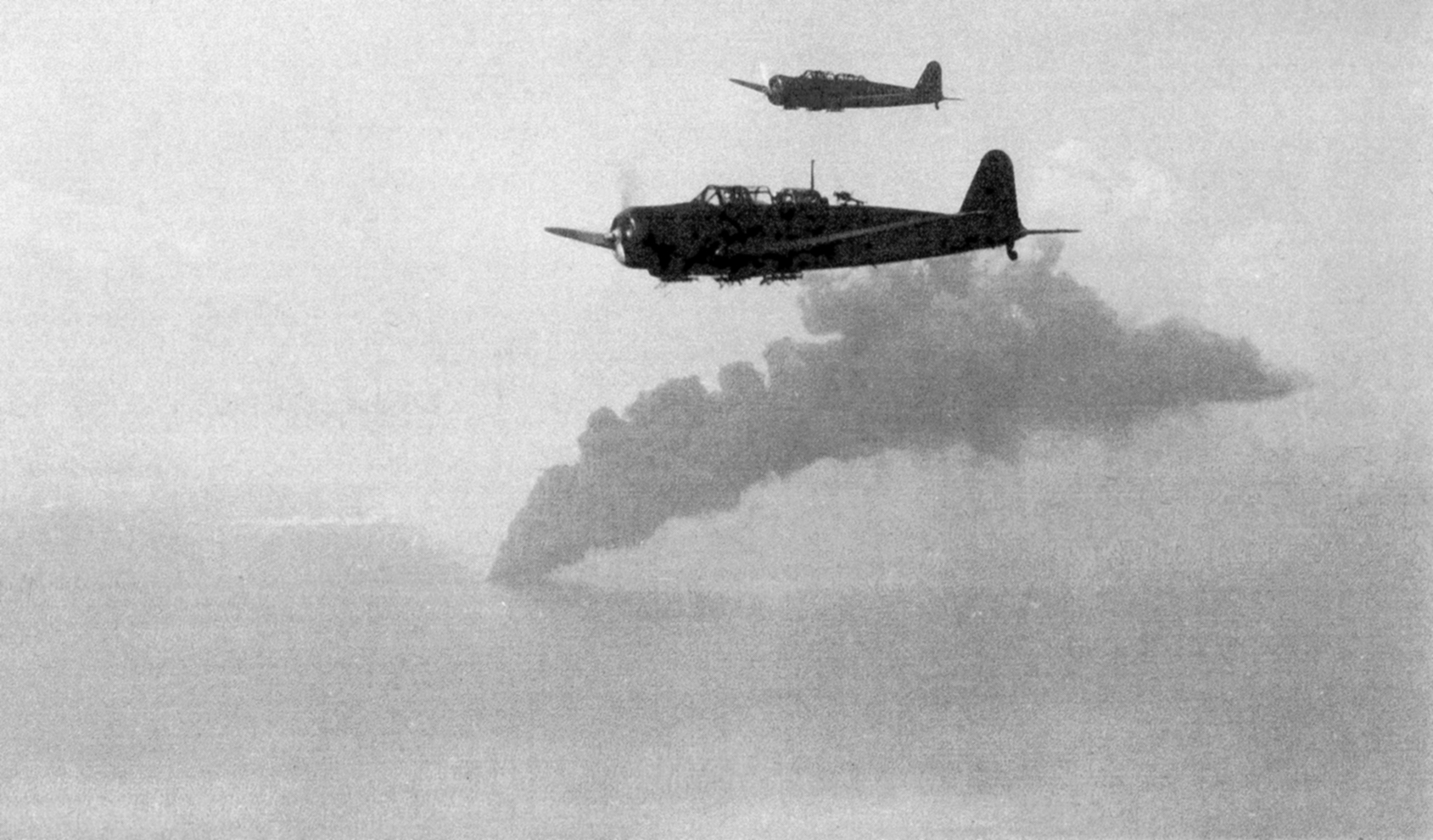
B5Ns do Ryūjō depois de afundarem o contratorpedeiro neerlandês Hr.Ms. Van Nes, visto naufragando ao fundo

Aviões do Ryūjō atacaram navios britânicos que estavam evacuando Singapura em meados de fevereiro, reivindicando oito navios danificados, três incendiados e quatro afundados. O navio foi atacado por vários bombardeiros Bristol Blenheim em 14 de fevereiro, mas escapou ileso. No dia seguinte duas ondas de B5Ns, totalizando treze aeronaves, atacaram o cruzador pesado britânico HMS Exeter, mas só conseguiram danificar um de seus hidroaviões. Em 17 de fevereiro seus B5Ns afundaram o contratorpedeiro neerlandês Hr.Ms. Van Nes, o primeiro navio Aliado afundado por aeronaves japonesas desde o Ataque a Pearl Harbor. O porta-aviões partiu no dia seguinte Saigon, na Indochina Francesa, onde chegou em 20 de fevereiro. Uma semana depois foi designado para dar cobertura para comboios de tropas para Jacarta, nas Índias Orientais Neerlandesas. Suas aeronaves participaram em 1º de março da Segunda Batalha do Mar de Java, quando seis B5Ns do Ryūjō afundaram o contratorpedeiro estadunidense USS Pope depois deste ter sido abandonado por sua tripulação. Outros seis B5Ns bombardearam o porto de Samarão, possivelmente incendiando um navio mercante.
O porta-aviões chegou em Singapura em 5 de março, realizando pelo restante do mês operações de apoio na Sumatra e operações escolta de comboios seguindo para a Birmânia e para as Ilhas Andamão. A 1ª Frota Aérea iniciou em 1º de abril uma incursão no Oceano Índico, com a Força Malaia, composta pelo Ryūjō, seis cruzadores e quatro contratorpedeiros, partindo da Birmânia em uma missão para destruir navios mercantes no Golfo de Bengala. Seus B5Ns danificaram um cargueiro em 5 de abril e em seguida a força se dividiu em três grupos, com o Ryūjō ficando na companhia do cruzador rápido Yura e do contratorpedeiro Yūgiri. Seus aviões bombardearam os pequenos portos de Coconada e Visagapatão no litoral sudoeste da Índia, mas infligiram poucos danos, também reivindicando terem afundado dois navios e danificado outros seis. O navio e suas escoltas afirmaram terem afundado outros três navios por meio de artilharia. No total, a Força Malaia afundou dezenove embarcações para quase cem mil toneladas de arqueação bruta. Os navios se reuniram em 7 de abril e retornaram para Singapura quatro dias depois. Seus B5Ns foram destacados na semana seguinte para treinamentos de torpedo, com o Ryūjō indo para Kure em 23 de abril a fim de passar por manutenção.
O novo porta-aviões Jun'yō se juntou à Quarta Divisão em 3 de maio, com ele e Ryūjō formando o núcleo da Segunda Força de Ataque de Porta-Aviões, parte da Força Norte, encarregada de atacar as Ilhas Aleutas. A operação foi planejada para capturar várias ilhas com o objetivo delas avisarem em caso de um ataque estadunidense das Aleutas para as Ilhas Curilas durante uma iminente operação japonesa no Atol Midway. O grupo aéreo do Ryūjō nesta altura consistia em doze caças Mitsubishi A6M Zero e dezoito B5Ns. Foram transferidos para a Baía de Mutsu em 25 de maio e depois para a ilha de Paramushiru em 1º de junho, com eles partindo neste mesmo dia para as Aleutas.
O navio lançou nove B5Ns com seis Zeros de escolta na manhã de 3 de junho a fim de atacarem o Porto Holandês na Ilha Unalaska. Um B5N caiu ao decolar, mas seis B5Ns e todos os Zeros conseguiram voar pelo clima ruim, destruindo dois Catalinas e infligindo danos significativos em tanques de petróleo e alojamentos. Um segundo ataque começou mais tarde no mesmo dia a fim de atacar um grupo de contratorpedeiros avistados pelos aviões do primeiro ataque, mas não encontraram os alvos. Um Zero do Ryūjō do segundo ataque foi danificado por um caça Curtiss P-40 Warhawk e fez um pouso forçado na Ilha Akutan. A aeronave, posteriormente chamada de Zero de Akutan, permaneceu praticamente intacta e foi depois recuperada pela Marinha dos Estados Unidos. O Ryūjō e Jun'yō lançaram outro ataque no dia seguinte, composto ao todo por quinze Zeros, onze D3As e seis B5Ns, novamente bombardeando o Porto Holandês. Os estadunidenses atacaram os porta-aviões pouco depois, mas não infligiram danos. Um bombardeiro Martin B-26 Marauder e um Catalina foram abatidos pelos Zeros, enquanto um bombardeiro Boeing B-17 Flying Fortress foi derrubado pela artilharia antiaérea das embarcações.
O Ryūjō retornou para a Baía de Mutsu em 24 de junho, mas partiu de volta para as Aleutas quatro dias depois a fim de dar cobertura para um comboio, permanecendo na região até 7 de julho em caso de algum contra-ataque estadunidense. Chegou em Kure em 13 de julho para manutenção e no dia seguinte foi transferido para a Segunda Divisão.

#### Salamão Orientais

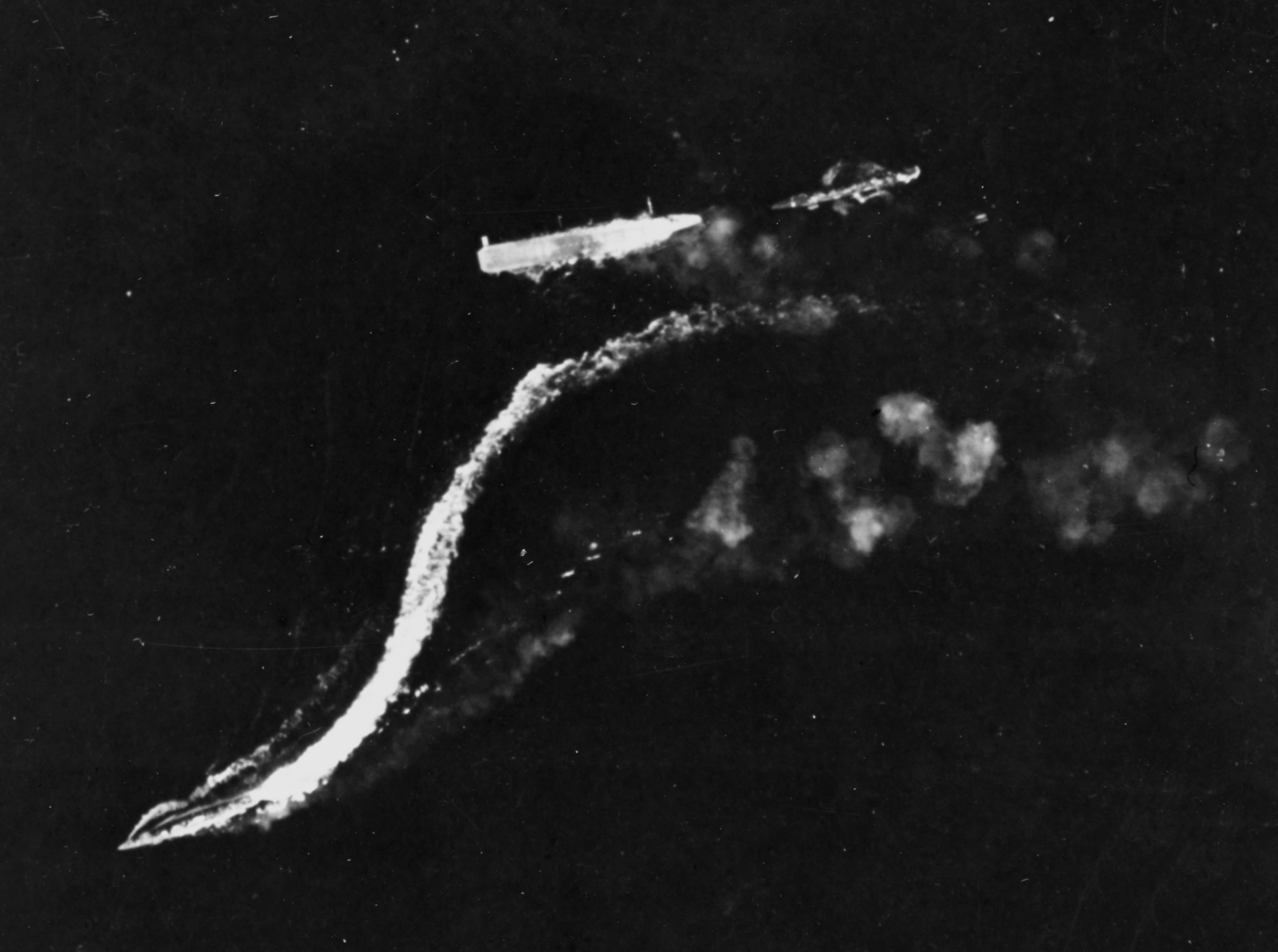
O Ryūjō (topo ao centro) incapacitado e sob ataques aéreos durante a Batalha das Salomão Orientais; diretamente à sua frente está o contratorpedeiro Tokitsukaze, enquanto o contratorpedeiro Amatsukaze está realizando manobras evasivas

Os desembarques estadunidenses em Guadalcanal e Tulagi em 7 de agosto pegaram os japoneses de surpresa. O Ryūjō foi transferido no dia seguinte para a Primeira Divisão de Porta-Aviões, partindo para Truk no dia 16 junto com os dois porta-aviões da Classe Shōkaku. O almirante Isoroku Yamamoto, o comandante da Frota Combinada, ordenou que eles passassem direto por Truk porque um porta-aviões estadunidense tinha sido avistado perto das Ilhas Salomão em 21 de agosto. O vice-almirante Chūichi Nagumo ordenou às 1h45min do dia 24 que o Ryūjō, o cruzador pesado Tone e dois contratorpedeiros se destacassem e seguissem na frente de um comboio de tropas seguindo para Guadalcanal. Seu objetivo era atacar a base aérea estadunidense do Campo Henderson caso nenhum porta-aviões fosse avistado. Essa força destacada ficou sob o comando do contra-almirante Chūichi Hara a bordo do Tone.
O Ryūjō lançou dois pequenos ataques aéreos, totalizando seis B5Ns e quinze Zeros, a partir das 12h20min. Quatro caças Grumman F4F Wildcat do Corpo de Fuzileiros Navais estavam em patrulha de combate aéreo sobre o Campo Henderson e avistaram a aproximação das aeronaves japonesas por volta das 13h20min, alertando os defensores. Mais dez Wildcats decolaram, bem como dois caças Bell P-39 Airacobra do Corpo Aéreo do Exército. Nove Zeros metralharam o campo de pouso enquanto os B5Ns lançaram bombas de sessenta quilogramas que causaram pouquíssimos danos. Os estadunidenses reivindicaram terem abatido dezenove aviões, mas apenas três Zeros e três B5Ns foram perdidos, enquanto outro B5N fez um pouso de emergência. Três Wildcats foram abatidos.
Os navios japoneses foram avistados por volta das 13h40min por várias aeronaves de reconhecimento do porta-aviões USS Enterprise, mas os japoneses inicialmente não avistaram os estadunidenses. Três Zeros foram lançados para patrulha de combate aéreo às 13h55min, enquanto três minutos depois dois dos torpedeiros Grumman TBF Avenger que tinham avistado as embarcações atacaram o Ryūjō com quatro bombas de 227 quilogramas, errando-o na popa por apenas 150 metros. Outros dois Zeros reforçaram a patrulha de combate aéreo pouco depois das 14h00min, bem em tempo de interceptarem outros dois Avengers do voo de reconhecimento, abatendo um. Enquanto isso, o porta-aviões USS Saratoga lançou um ataque aéreo que consistia em 31 bombardeiros de mergulho Douglas SBD Dauntless e oito Avengers, mas sem escolta de caças devido a grande distância para os alvos. Eles encontraram o porta-aviões pouco depois e atacaram. O Ryūjō foi acerto por três bombas de 454 quilogramas e um torpedo; este último inundou a sala de máquinas de estibordo e as salas de caldeiras. Aeronave alguma de ambos os lados foi abatida durante esse ataque.
As bombas incendiaram o navio e ele começou a adernar por conta da inundação causada pelo torpedo. O Ryūjō virou para o norte às 14h08min, mas seu adernamento continuou a aumentar, apesar dos incêndios terem sido apagados. A inundação progressiva incapacitou seus maquinários e ele parou de se mover às 14h20min. A ordem de abandonar o navio foi dada às 15h15min e o contratorpedeiro Amatsukaze aproximou-se para embarcar a tripulação. As embarcações foram bombardeadas várias vezes por Flying Fortresses, mas sem muito sucesso, com o Ryūjō emborcando e afundando às 17h55min. Sete oficiais e 113 tripulantes morreram. Catorze aeronaves que tinham sido enviadas em ataques voltaram pouco depois do naufrágio e ficaram sobrevoando o local até serem forçados a amerrisar, com sete pilotos sendo resgatados.